# Вуайеристы (фильм)
«Вуайеристы» (англ. The Voyeurs) — американский эротический триллер 2021 года, снятый режиссёром Майклом Моханом по собственному сценарию. Он был выпущен 10 сентября 2021 года Amazon Studios в потоковом сервисе Amazon Prime Video.

## Сюжет
Молодая пара Пиппа и Томас вместе переезжают в свою первую совместную квартиру в Монреале. Вскоре они понимают, что их окна выходят прямо в квартиру через улицу, где мужчина с профессиональной студией фотографирует женщину. Пиппа и Томас смотрят, как пара занимается сексом. Томас сначала продолжает смотреть, но останавливается по настоянию Пиппы. Они в шутку дают своим соседям псевдонимы: Марго и Брент.
Пиппа, которая работает стажёром оптометриста в L’Optique, получает от своего босса кормушку для птиц в качестве подарка на новоселье. Девушка покупает бинокль, чтобы они с Томасом могли наблюдать за парочкой. Они часто видят, как «Брент» занимается сексом с несколькими моделями, в то время как «Марго» отсутствует.
Пиппа проявляет интерес к тому, что говорят соседи, и в конце концов узнаёт, что Томас знает способ подслушивать тех с помощью лазерной указки; для этого процесса требуется отражающая поверхность, чтобы направить лазерный луч обратно к ним.

## В ролях
- Сидни Суини — Пиппа
- Джастис Смит — Томас
- Бен Харди — Себастьян
- Наташа Лю Бордиццо — Джулия
- Кэтрин Кинг — Ари
- Камео Адель — Джонни
- Чжан Юн — Сато